# Christian 3.
 Der er flere personer med dette navn, se Christian 3. (flertydig).
Christian 3. (12. august 1503 – 1. januar 1559) var konge af Danmark fra 1534 til 1559 og Norge fra 1537 til 1559.
Han var søn af Kong Frederik 1. og tilhørte den oldenborgske slægt. I hans regeringstid blev reformationen i Danmark gennemført.

## Biografi

### Barndom og ungdom
Christian blev født den 12. eller 13. august 1503 på Gottorp Slot nær Slesvig som den ældste søn af Frederik 1. og dennes første hustru, Anna af Brandenburg. Frederik var på dette tidspunkt hertug af Slesvig og Holsten i fællesskab med sin storebror kong Hans. Moderen døde allerede 1514, da Christian var 10 år gammel, og ved faderens ægteskab fire år senere med Sophie af Pommern kom den unge prins og hans eneste helsøster, Dorothea, senere gift med hertug Albrecht af Preussen, til at stå temmelig ene over for faderen og deres unge halvsøskende. I sit 15. år fik han til lærer den højt begavede mester Wolfgang v. Utenhof, der lige kom fra Wittenberg, og kort efter til hofmester den energiske Johan Rantzau, to mænd, der fik stor indflydelse på hans liv og senere blev hans vigtigste rådgivere. I året 1521 blev den unge prins under Johan Rantzaus ledelse sendt til sin morbroder kurfyrst Joachim af Brandenborg (der var gift med Christian II’s søster Elisabeth). I følge med denne kom han til at overvære rigsdagen i Worms, hvor Luthers optræden gjorde et uudsletteligt indtryk på ham, der blev af den største betydning for fremtiden.
Kort efter tilbagekomsten blev faderen konge i Danmark. Efter kongehyldingen i Viborg i marts 1523 drog hertug Christian som øverste befalingsmand med Johan Rantzau ved sin side gennem Fyn til Sjælland og ledede belejringen af København. I de følgende år kom han dog ikke meget til Danmark. Der udviklede sig hurtig et spændt forhold mellem ham og det endnu overvejende katolsk sindede rigsråd. Han viste sig ved enhver lejlighed som udpræget lutheraner. Åben og ligefrem, som han var i sin ungdom, lod han rigsråderne høre, at de var oprørere mod deres retmæssige konge. Han viste på denne tid ligefrem ulyst til at blive konge i Danmark. Dette bragte ham atter i et spændt forhold til sin fader og flere af dennes omgivelser, der nødig ville se de med så store anstrengelser forbundne lande atter adskilte efter kongens død.

#### Ægteskabet med Dorothea
I 1525 giftede hans sig med den da 15-årige Dorothea, datter af hertug Magnus af Sachsen-Lauenborg, men selv derefter blev han kun knapt underholdt af sin sparsommelige fader. Han fik overladt den nordligste del af Hertugdømmet Slesvig med Tørning og Haderslev Len og begyndte her straks at indføre reformationen, selv i de distrikter af Nordslesvig, der hørte under Ribe bispestol, uden at bryde sig om biskop Iver Munks indsigelser. Samme år, 1525, lod Christian indkalde to tyske, veluddannede lutheranere, Eberhard Weidensee og Johan Wendt, hvoraf sidstnævnte som lektor skulle undervise i den rette lære. I 1527 lod Christian de tre tiggermunkeklostre i Haderslev rydde og i 1528 blev samtlige præster i Christians len besked om at møde i Haderslev, hvor de fik uddelt et eksemplar af de såkaldte "Haderslevartikler" ('Artikler for landsbyernes præster'). Da en af dem, Povl Mikkelsen, valgte ikke at møde op, blev han afskediget uden videre. Præsterne måtte aflægge ed på den nye rette lære, og da tre præster fra Tørning Llen nægtede dette, blev de også afskediget. Endelig blev der udnævnt nye herredsprovster, og dermed havde Christian de facto gennemført reformationen i den nordlige del af Sønderjylland. Lidt specielt er det, at der i Brøns Kirke (i Tørning Len) findes nogle kalkmalerier, hvis motiver sandsynligvis har hentet deres forbilleder fra flyveblade trykt af Hans Sachs i Nürnberg og med klart anti-katolske motiver. Det er sandsynligt, at de er blevet lavet, mens Christian var denne kirkes patronatsherre og formentlig med hans tilsagn.
Christian var i 1526 statholder i Danmark i syv måneder under faderens fravær.
Han var nu en ung mand, der ved sit væsen forstod at vinde sig mange venner. Men han beskyldes for på denne tid at have ført et lidt lystigt liv. Hans ungdommelige begejstring, der endnu kunne forlede ham til uoverlagte skridt, var ikke vel set hos faderen. Han søgte da trøst hos sin søster Dorothea, der i 1525 var blevet gift med hertug Albrecht af Preussen. Disse foreslog faderen, at gøre ham til statholder i Norge for at skaffe ham en større virkekreds. Kongen sendte ham dog kun derop i 1529 på et kortere ophold med pålidelige rådgivere ved sin side. Han viste sig også her meget virkelysten, men holdtes stadig tilbage fra kraftigere indgriben i de vanskelige forhold af sin forsigtige fader. Sin hensynsløse lutherske iver viste han også her ved, uden hensyn til sine danske rådgivere, at berøve Mariekirken i Christiania dens klenodier.

### Grevens Fejde og reformationen
Under disse forhold blev allerede i 1529 hans unge halvbroder hertug Hans efter rigsrådets ønske hentet til Danmark for at opdrages her. At det katolsk sindede flertal i rigsrådet ville have Hans til konge, var en offentlig hemmelighed. Da Frederik I døde den 10. april 1533, overtog hertug Christian, tilskyndet af sine kraftige holstenske råder, straks regeringen i Hertugdømmerne i sit eget og sine umyndige halvbrødres navn og modtog på sine og deres vegne arvehylding i Kiel den 8. juni. Først havde han dog sørget for, at den nye læres udbredelse i Hertugdømmerne sikredes: "Hellere vil jeg gaa til Fods her fra og lade alt blive liggende end finde mig i deres ukristelige Levned", havde han kort efter faderens død skrevet til landgreve Philip af Hessen, men da denne tilrådede ham at imponere landdagen i Kiel ved sammenkaldt militær, afslog han dette.

#### Grevens Fejde
I Danmark udsatte rigsrådet kongevalget i et år. "Hertug Christian vil blive en værre Tyran end Christian II", sagde man. Både det lutherske adelsparti med Mogens Gjøe og Erik Banner i spidsen og det demokratiske parti med Jørgen Kock, Ambrosius Bogbinder og Jürgen Wullenwever tilbød ham tronen, hvis han ville vise sig i landet med væbnet styrke, men af samvittighedsfuldhed, også af hensyn til broderen, afslog han dette. Først da adelen i Jylland og Fyn ved møderne i Sankt Sørens Kirke i Rye den 4. juli og Hjallese senere i juli 1534 ved udbruddet af Grevens Fejde kårede ham til konge, tog han mod tronen. Den 18. august 1534 blev han foreløbig hyldet i Horsens af den del af Jylland, der ikke havde sluttet sig til Skipper Clement. Han lovede at udstede en håndfæstning og bekræfte privilegierne, dog med forbehold af, når der var kommet ro i landet, med rigsrådet og adelen at gøre "en kristelig god Skikkelse i alle Maader". Efter, at Clements-Fejden var dæmpet, hyldedes han derpå af hele Jylland på Viborg Landsting den 8. marts 1535. Han har næppe personlig medansvar for den hårde medfart, Johan Rantzau havde ladet overgå bønderne efter Clements-Fejden. Personlig optrådte han på den rejse, han nu foretog i Jylland, mildnende og dæmpende og vandt ved sine retterting en stor del af den menige befolkning for sig.
Da Christian i første omgang havde afslået tronen som tilbudt af det lutheranske mindretal i rigsrådet sammen med Københavns og Malmøs borgmestre, tog borgmestrene herefter initiativ til at få Christian 2., som stadig sammen med sin familie levede i eksil i Nederlandene, genindsat med Grev Christoffer af Oldenburgs og Lübecks hjælp. Christian 3. og hans tilhængere havde kun magten i Jylland, og dermed indledtes den krig, der senere blev kendt under navnet "Grevens Fejde".
I september rejste Skipper Clement borgere og bønder til oprør i det nordlige Jylland. En adelshær under anførsel af Niels Brock og Holger Rosenkrantz forsøgte først at bekæmpe oprørerne, men blev nedslagtet af bondehæren. Da den professionelle hær af lejesoldater, anført af Johan Rantzau blev sat ind, blev oprøret slået ned, og Clement flygtede fra Aalborg med Johan Rantzaus tropper i hælene. Han blev hurtigt fanget, da en bonde forrådte ham. Skipper Clement blev halshugget i Viborg den 9. september 1535, liget blev parteret og lagdes på stejle, og på hans afhuggede hoved satte man en blykrone.
I foråret 1535 satte hæren over til Fyn, hvor Johan Rantzau vandt den afgørende sejr over lübeckerne i slaget ved Øksnebjerg den 11. juni. Omtrent samtidig besejrede en dansk-svensk flådestyrke under ledelse af Peder Skram Lübecks flåde ved Svendborgsund.

#### Reformationen
Den forsigtige tilbageholdenhed, Christian tidligere havde vist, faldt ingenlunde i hans holstenske råders smag; de kaldte på reformer og mente, at det var nødvendigt at knække de danske "Stor-Hanser", der under Grevens fejde havde vist sig upålidelige. Det var formodentlig under dette pres, at kongen efter Københavns overgivelse den 29. juli 1536 i et hemmeligt aftenmøde med sine holstenske råder og tyske landsknægtoberster besluttede, at de katolske biskopper skulle fængsles, hvilket iværksattes tidlig næste morgen den 12. august, kongens fødselsdag. Man havde også overvejet at fængsle de verdslige medlemmer af rigsrådet, men dette blev afværget, idet der således bevaredes et dansk element i styrelsen som modvægt mod holstensk-tysk indflydelse. Man indskrænkede sig da til at aftvinge de verdslige rigsråder en forpligtelse til at finde sig i biskoppernes fængsling og reformationens indførelse. Da alle hindringer således var ryddede af vejen, gennemførtes på rigsdagen i København den 30. oktober 1536 en "Rigens Konstitution", hvorved bispemagten afskaffedes, og alt bispegods og alle bispetiender samt klostergodset inddroges, medens kirken for øvrigt i alt væsentligt beholdt sit gods. Den konfiskerede formue blev brugt til at betale gælden til den store hær af landsknægte. Dermed var Reformationen gennemført. Martin Luther sendte sin lykønskning til kongen. Samme dag udstedtes kongens håndfæstning, af hvilken de for kongemagten mest stødende bestemmelser fra tidligere håndfæstninger blev udeladte, og kongen fik straks sin søn anerkendt som sin efterfølger.

#### Sidste modstand i Norge
Da Norge, hvor Christian var anerkendt af det søndenfjeldske råd, men hvor ærkebiskoppen af Trondhjem endnu gjorde modstand med væbnet magt, var blevet bragt til ro, idet ærkebiskoppen i april 1537 forlod landet, blev kongen og dronning Dorothea derpå på hans 34-års fødselsdag den 12. august 1537 kronet af Johannes Bugenhagen i Vor Frue Kirke i København ved en nytilrettelagt protestantisk version af kroningsceremoniellet.

### Regeringstid
Da Christian blev konge, stod han over for en stor opgave: det danske samfund skulle genopbygges fra grunden, ikke blot fra krigens ødelæggelser men også med en helt ny politisk-administrativ og religiøs struktur. Tilmed måtte Christian være bundet af de vilkår, som adelen var villig til at acceptere. Første led i denne genopbygning var gennemførelsen af reformationen. Gennemførelsen havde to sider, dels den trosmæssige og kirkelige, dels den verdslige som blandt andet omfattede de kirkelige besiddelser. Udgangspunktet herfor blev håndfæstningen og en reces, begge dateret samme dag. Det indledte et omfattende reformarbejde, vigtige love gennemførtes, lensvæsenet ordnedes på en for kongemagten langt gunstigere måde end tidligere. Selv i besiddelse af kirkelig og videnskabelig sans støttede kongen enhver stræben i denne retning, universitetet genoprettedes, og Christian opretholdt en stadig forbindelse med Luther og Melanchthon.

#### Håndfæstningen
Christians håndfæstning og en reces udstedt ved herredagen den 30. oktober 1536 fastlagde vilkårene for rigets styrelse, en statsforvaltning der med tilpasninger varede frem til enevældens indførelse i 1660. Christian måtte her acceptere vilkårene for adelens støtte: han måtte kun pålægge herremændenes fæstebønder skat, optage ikkeadelige i adelsstanden, stadfæste udenlandske privilegier og begynde krig med rigsrådets samtykke. Det blev forbudt for borgere og bønder at købe eller pante jordegods, som havde tilhørt adelige. Adelen måtte frit til udlandet sælge så mange opfedede stude, som de selv kunne fodre eller lade opfodre hos deres fæstebønder, mens bønder fik ret til frit at sælge til konge, adel og andre.
Adelen skulle "nyde, bruge og beholde deres jordegods og tjenere frit til evig tid med hals, hånd og al anden herlighed og rettighed, så at vi [Christian] eller vore fogeder og embedsmænd skulle aldeles intet befatte os med deres tjenere, gods, enemærke, skov, fiskevand eller nogen anden herlighed, enten med sagefald, gæsteri, ægt arbejde eller anden besværing." Det var en bestemmelse, som gav adelen store friheder.

#### Reformationen af kirken
I Danmark gennemførtes derpå med ro og sindighed de store reformer, som de ny forhold krævede. Kirkens stilling ordnedes ved kirkeordinansen af 2. september 1537, men en ny udgave kom i 1542, samme år som hertugdømmerne fik deres kirkeordning. De gamle bisper blev afskaffet og erstattet af nye, såkaldte "superintendenter", men begrebet slog aldrig an, og senere gik man tilbage til betegnelsen "bisper". Samtidig med kirkeordinansens vedtagelse blev udnævnt syv danske bisper samt en norsk. Stiftsinddeling og sogneordning forblev uforandrede, og der blev i hvert stift udnævnt en særlig stiftslensmand, der skulle repræsentere kongen i det stedlige kirkestyre.
Kirkeordinansen bestemt, at der skulle oprettes en latinskole i alle købstæder og at der kun skulle være denne ene skole. Dette blev efterlevet således, at der i løbet af 1500-tallet efterhånden blev oprettet skoler i de købstæder, der tidligere ingen havde haft. Latinskolerne skulle drives for indtægterne fra det tidligere kirkegods og kongetienden (den tredjedel af tienden, som tidligere var blevet betalt til bispen). Købstæderne blev gjort ansvarlige for driften af skolerne, og både superintendent og lensmand skulle føre tilsyn. Skolerne skulle inddeles i 3-4 klasser, i større byer dog i 5. Undervisningen blev fastlagt efter retningslinjer fastlagte af Melanchthon og Bugenhagen. Kirkeordinansen bestemte også, at børn og unge i landsbyerne skulle undervises en gang om ugen, og efterhånden fik børnene også kendskab til det skrevne ord, men der gik dog omkring hundrede år inden, at læse- og skrivekundskaber begyndte at brede sig på landet.
Kongens samarbejde med Johannes Bugenhagen fortsatte. Bugenhagen skrev fra Nyborg til alle landets præster og degne og opfordrede til at finde gode musikere, der kunne skrive melodier, som nye salmer og sange kunne synges på i forbindelse med den nye gudstjeneste.
En følge af reformationen var, at Bibelen skulle oversættes til dansk. En oversættelse forelå faktisk allerede i 1543. Den var lavet af Christiern Pedersen, der blandt andet havde været bogtrykker i Malmø. Denne oversættelse blev nu kontrolleret af en sagkyndig gruppe bestående af blandt andre Peder Palladius og Niels Hemmingsen, og da dette eftersyn var afsluttet, kunne Bibelen trykkes i 1550 under navn af Christian 3.s Bibel i et oplag på 3.000. Prisen var 5 daler, omtrent prisen på en god ko. Biblerne blev købt af kirkerne, og da nogle af dem forsvandt, blev det i 1569 pålagt kirkeværgerne at sørge for genanskaffelse.
I kirkerne bevirkede reformationen indførelsen af en prædikestol og senere også bænke at sidde på.

#### Christian 3. og Luther
Christian 3. havde god personlig kontakt med Martin Luther, der bagefter skrev til ham: "At Deres Majestæt har udryddet de katolske biskopper, som jo ikke ville ophøre med at forfølge Guds ord og bringe forvirring i statsstyret, har behaget mig, og jeg skal gerne udadtil hjælpe med at forklare og forsvare det…Samtidig beder jeg ydmygt om, at Deres Majestæt vil bruge så meget af det gejstlige gods, som er inddraget under kronen, at kirkerne kan blive rimeligt forsørgede." 
Christian 3. var dybt religiøs. Han måtte ikke forstyrres, før han havde afsluttet sin morgenandagt. Om formiddagen tog han sig tid til at læse i Luthers skrifter "med høj og tydelig røst". Blev der tid, hørte han prædikener også i ugedagene, og ved taflet diskuterede han teologiske problemer. Niels Hemmingsen fortæller, at kongen iblandt prædikede for hoffet. Om aftenen sang han iblandt salmer. I sine breve til Luther fortalte kongen nyheder fra Danmark, bad om råd i enkeltsager, og sendte Luther gaver i form af penge, sild og smør, der var efterspurgte varer fra Danmark. Efter Luthers død understøttede Christian 3. hans enke og børn. Luther havde sendt ham bøger med dedikation, orienteret ham om danske studenter i Wittenberg, og formanet ham om standhaftighed i troen, da "Satan jo aldrig sover", som han skrev.

#### Krongodset
Da Christian blev konge, var tre fjerdedele af landets herreder under bisper og verdslige adelsmænd. Reformationen indebar, at bispernes og klostrenes jordegods overgik til kongen, hvorved krongodset voksede fra at have udgjort omkring en fjerdedel til omkring halvdelen af det samlede jordegods i Danmark. Der er blevet beregnet, at dette indebar omtrent en tredobling af den landgilde regnet i korn, som fæstebønderne skulle betale til kronen, en stigning fra omkring 100.000 til 300.000 tønder korn. Dermed nærmede man sig datidens statsøkonomiske ideal, domænestaten, hvor kronen var selvfinansierende og ikke behøvede at opkræve ordinære skatter.
En afledt virkning af ejendomsforøgelsen var, at der nu skete en omlægning af administrationen. I forlængelse af inddragelsen af kirkegodset under Kronen blev der gennemført en reform af lensvæsenet: i første omgang drejede det sig om at skabe et overblik over forholdene. I 1545 blev samtlige lensmænd indkaldt til møde, hvor de måtte forelægge dokumenter for deres adkomst til deres len. Dernæst blev der gennemført en sammenlægning af de mindre len i færre og større, hvorved antallet faldt fra ca. 300 til ca. 230 i 1558. Allerede i 1545 blev antallet af hovedlen nedbragt fra 66 til 56. I 1559 omfattede regnskabslenene tre fjerdedele af landet. Dernæst blev der oprettet en ny centaladministrativ enhed, rentekammeret, til at forestå regnskabsføring og tilsyn med krongodset.
Rigsråderne blev fordelt på hovedlenene for at sikre kontrol med lokalforvaltningen. De lavadelige slægter, som tidligere havde levet af at administrere kirkegods, mistede nu i vid udstrækning dette eksistensgrundlag, og mange endte som almindelige bønder.
På det tidspunkt, hvor Grevens Fejde fandt sted, havde Danmark oplevet en stigende eksport af levende stude. Studehandelen gik sydover til kvægmarkederne i Wedel ved Elben vest for Hamborg, hvor der blev afholdt et stort marked begyndende 25. marts, som varede 3-4 uger. Herfra gik studene videre til de store byer: Hamborg og Lübeck, men langt de fleste blev sejlet over Elben i pramme til omegnen af Stade, hvorfra de i løbet af sommeren blev sendt til grevskabet Oldenborg, Rhinlandet eller Holland og Brabant. Eksporten var stærkt stigende i første halvdel af 1500-tallet og var en god forretning for adelen og for Kronen. Midt under krigen besluttede Christian, at de bønder i Jylland, som havde støttet skipper Clement, i stedet for at blive halshuggede skulle betale "halsløsning" i form af en stud. Bønderne skulle beholde dyrene sommeren over og først aflevere dem til kongen om efteråret (når de var opfedede) efter kongens nærmere ordrer. Derved opnåede kongen af fremstå som mild og nådig og samtidig var det en god forretning for ham.

#### Nyborg
Nyborg blev nyt hovedsæde for regeringen. Her gik kongen i gang med et omfattende byggeri, der angik både slottet, købstaden og fæstningsværkerne. Selve slottet blev udvidet og moderniseret, blandt andet fik det en ny stor riddersal og private gemakker. Slottets forsvarsværker blev forstærket med en skyttegang, tykkere mure og et forstærket indgangsparti. Byen fik en ny, moderne vandforsyning. Et nyt kvarter blev grundlagt bag kirken, og hele købstaden omgivet af fæstningsværker. En stor fæstningsport blev opført tværs gennem forsvarsværkerne på landsiden, mens kongen mod havet lod opføre en ny skibsbro ved Strandporten, og vejen blev gjort bredere. En kongelig dyrehave blev anlagt vest for byen. I tilknytning til slottet opkøbte kongen adskillige grunde, lod de gamle ejendomme nedrive og skabte en stor turnerings- og torveplads foran slottet. Selv viste Christian sig under hele sin regering som et eksempel på Gudsfrygt og fromhed, hvilket atter virkede gavnlig på hele hans hof, hvorfra der udgik en religiøs og alvorlig tone, der spores hos den bedre del af adelen i den følgende tid.

#### Musikken
Christian havde sans for musik. Det blev bestemt, at eleverne ved latinskolen skulle synge for kongen således, at han kunne høre, om de gjorde fremskridt. Sangere og musikere blev ansat ved hoffet og hørte til de bedst betalte hoffolk. I 1541 fik kongen komponeret helt ny musik til sit hof. Denne skulle spilles ved det kongelige taffel, når kongen ankom til måltiderne og mellem retterne. I 1557 lod kongen indkøbe 5 nye messer. Disse var allerede kendte værker ved andre hoffer og blev nu også en del af repertoiret ved det danske hof. Leder af kongens kantori var musikeren Jørgen Preston, der skrev i alt 19 større og mindre kompositioner. Christians interesse for musik afspejler sin også ved, at han i 1555 lod sin repræsentant i Lübeck, Gert Reutter, bestille et antal nye instrumenter "af højeste kvalitet og største elegance" fra Nürnberg.

#### Styret af Hertugdømmerne
Samtidigt med reformationens gennemførelse ordnedes Hertugdømmernes forhold endeligt, idet kongen delte landene med sine nu myndige halvbrødre, Hans og Adolf, på hvis vegne han siden 1533 havde ført hele regeringen. Dette medførte et brud med Johan Rantzau, der som det slesvig-holstenske ridderskabs fører i delingerne så en svækkelse af forbindelsen mellem de to hertugdømmer og derfor ønskede en fællesregering af alle brødre i forening uden særlige delinger. Efterhånden havde kongen desuden frigjort sig for de bånd, hans holstenske råder tidligere havde lagt på ham, og atter udsonet sig med de danske stormænd, som tidligere havde sluttet sig til grev Christoffer, lige som også biskopperne efterhånden havde fået deres frihed mod at udstede forpligtelser om ikke at lægge den ny ordning hindringer i vejen.

#### Norge
Ifølge den danske håndfæstning var det bestemt, at Norge, hvis det atter kom i forbindelse med Danmark, skulle betragtes som en provins af dette land ligesom Jylland eller Sjælland. Imidlertid blev denne bestemmelse, der desuden stred mod kongeslægtens arvekrav, ikke gennemført, idet kongen i sin titel vedblev at nævne landet som et særegent kongerige, men Reformationen blev indført ved kongebud, og da den katolske bispemagt afskaffedes, ophørte tillige et særegent norsk rigsråd. Landet sank derved ned til at blive et slags lydland under den danske Krone og styredes i alt væsentligt af danske lensmænd. Landet gik imidlertid frem i materiel udvikling, og at det var i Christians tid, at Christoffer Valkendorf som lensmand i Bergen indskrænkede det lybske handelskontors hidtil store myndighed.

#### Retsvæsenet
Retsvæsenet havde tidligere været ret uoverskueligt i kraft af, at der havde eksisteret gejstlige domstole ved siden af verdslige. Nu blev der indført en entydig rækkefølge: lavest var herredsting og byting. Herfra kunne klages til landsting og endelig til kongens retterting. Rettertingen kom til at bestå af to dele, den ene blev normalt ledet af konge og rigsråd og skulle afgøre alle sager vedrørende adeliges liv og ære. Adelige sager kunne kun afgøres her. Den anden blev ledet af rigens kansler og kunne sætte, hvor han befandt sig. Afgørelser herfra kunne appelleres til kongen og rigsrådet.

#### Udenrigspolitikken
Christian havde under Grevens Fejde fået hjælp fra den svenske konge Gustav Vasa. De to var svogre, idet de var gift med to søstre, hertugdøtre fra Sachsen-Lauenborg. Da krigen nu var ovre, var det en naturlig ting at forsøge at befæste det gode forhold. Det skete med aftalen i Brømsebro 1541. Den skulle have gyldighed i 50 år og gik ud på gensidig hjælp mod indre og ydre fjender. Sverige opgav sit tidligere krav på Gotland, og det blev fastlagt, at eventuelle stridigheder mellem Danmark-Norge og Sverige skulle afgøres ved forhandling og voldgift.
Mod syd var Tyskland splittet mellem den katolske kejser, Karl V, og en stærk alliance af protestantiske fyrster og byer, Det schmalkaldiske Forbund. I 1538 indgik Christian en gensidig bistandsaftale med forbundet, og i 1541 indgik han yderligere et forsvarsforbund med Frankrig. Øresund blev spærret for nederlandske skibe, og en stor flåde blev udrustet for et angreb på Nederlandene, men en storm splittede flåden, og hjælp udeblev. For den tyske kejser blev det en målsætning at få Christian skilt fra forbundet. Det endte efter forhandlinger med indgåelsen af Speyertraktaten i 1544. Denne gav de nederlandske byer fri handelsret i Danmark, og samme vilkår i Norge som Hansestæderne. Det danske forbund med Frankrig måtte opgives, men til gengæld anerkendte kejseren Christian som retmæssig konge, mens den afsatte Christian II til gengæld skulle have sin frihed igen. Det skete kun delvis: i 1549 blev han overført fra Sønderborg Slot til Kalundborg Slot, hvor han levede de sidste ti år af sit liv.

### Død og tronfølge
Christian 3. døde på Koldinghus den 1. januar 1559 efter flere års svagelighed i sit 56. år og blev den 3. februar bisat i Sankt Knuds Kirke i Odense. I 1579 flyttede Frederik II liget til Hellig Tre Kongers Kapel i Roskilde Domkirke og lod af nederlandske kunstnere i renæssancestil opføre det endnu stående gravminde, der regnes som et af de skønneste kunstneriske monumenter i Norden.
Han blev efterfulgt som konge af sin ældste søn, Frederik, der allerede i 1536 var blevet valgt som tronfølger. Efter at have underskrevet håndfæstningen, besteg han tronen som Frederik 2.

## Genealogi

### Ægteskab og børn
Christian 3. giftede sig den 29. oktober 1525 i Lauenburg med Dorothea af Sachsen-Lauenburg, datter af hertug Magnus 1. af Sachsen-Lauenburg og Katharina af Braunschweig-Wolfenbüttel. Christian og Dorothea fik fem børn:
| Navn                              | Født                              | Død                               | Bemærkninger |
| Med Dorothea af Sachsen-Lauenburg | Med Dorothea af Sachsen-Lauenburg | Med Dorothea af Sachsen-Lauenburg | Med Dorothea af Sachsen-Lauenburg |
| --------------------------------- | --------------------------------- | --------------------------------- | --- |
| Anna                              | 22. eller 25. november 1532       | 1. oktober 1585                   | Gift 1548 med kurfyrst August af Sachsen |
| Frederik                          | 1. juli 1534                      | 4. april 1588                     | Konge af Danmark og Norge 1559–1588 Gift 1572 med Sophie af Mecklenburg |
| Magnus                            | 26. august 1540                   | 18. marts 1583                    | Fyrstbiskop af Øsel og Kurland, titulær konge af Livland 1570–1578 Gift 1573 med Maria Vladimirovna af Staritsa Begravet i Roskilde Domkirke                                                                              |
| Hans                              | 25. marts 1545                    | 9. oktober 1622                   | Hertug af Slesvig-Holsten-Sønderborg Stamfar til Christian 9. og dermed til det nuværende glücksborgske kongehus Gift 1. gang 1568 med Elisabeth af Braunschweig-Grubenhagen Gift 2. gang 1588 med Agnes Hedvig af Anhalt |
| Dorothea                          | 29. juni 1546                     | 6. januar 1617                    | Gift 1561 med hertug Wilhelm af Braunschweig-Lüneburg-Celle gennem en af sine sønner oldemor til grundlæggeren af det nuværende engelske kongehus.                                                                        |

### Anetavle
|              |                                   |  |                            |                                   |  |  |  |  |  |  |  | Christian 5. af Oldenburg |
|              |                                   |  |                            |                                   |  |  |  |  |  |  |  |                           |
|              | Didrik den Lykkelige af Oldenburg |  |                            |                                   |  |  |  |  |  |  |  |                           |
|              |                                   |  |                            |                                   |  |  |  |  |  |  |  |                           |
|              |                                   |  |                            | Agnes af Hohnstein                |  |  |  |  |  |  |  |                           |
|              |                                   |  |                            |                                   |  |  |  |  |  |  |  |                           |
|              | Christian 1. af Danmark           |  |                            |                                   |  |  |  |  |  |  |  |                           |
|              |                                   |  |                            |                                   |  |  |  |  |  |  |  |                           |
|              |                                   |  |                            | Gerhard 6. af Holsten             |  |  |  |  |  |  |  |                           |
|              |                                   |  |                            |                                   |  |  |  |  |  |  |  |                           |
|              | Hedevig af Holsten                |  |                            |                                   |  |  |  |  |  |  |  |                           |
|              |                                   |  |                            |                                   |  |  |  |  |  |  |  |                           |
|              |                                   |  |                            | Elisabeth af Braunschweig         |  |  |  |  |  |  |  |                           |
|              |                                   |  |                            |                                   |  |  |  |  |  |  |  |                           |
|              | Frederik 1. af Danmark            |  |                            |                                   |  |  |  |  |  |  |  |                           |
|              |                                   |  |                            |                                   |  |  |  |  |  |  |  |                           |
|              |                                   |  |                            | Frederik 1. af Brandenburg        |  |  |  |  |  |  |  |                           |
|              |                                   |  |                            |                                   |  |  |  |  |  |  |  |                           |
|              | Johan af Brandenburg-Kulmback     |  |                            |                                   |  |  |  |  |  |  |  |                           |
|              |                                   |  |                            |                                   |  |  |  |  |  |  |  |                           |
|              |                                   |  |                            | Elisabeth af Bayern-München       |  |  |  |  |  |  |  |                           |
|              |                                   |  |                            |                                   |  |  |  |  |  |  |  |                           |
|              | Dorothea af Brandenburg           |  |                            |                                   |  |  |  |  |  |  |  |                           |
|              |                                   |  |                            |                                   |  |  |  |  |  |  |  |                           |
|              |                                   |  |                            | Rudolf 3. af Sachsen-Wittenberg   |  |  |  |  |  |  |  |                           |
|              |                                   |  |                            |                                   |  |  |  |  |  |  |  |                           |
|              | Barbara af Sachsen-Wittenberg     |  |                            |                                   |  |  |  |  |  |  |  |                           |
|              |                                   |  |                            |                                   |  |  |  |  |  |  |  |                           |
|              |                                   |  |                            | Barbara af Liegnitz               |  |  |  |  |  |  |  |                           |
|              |                                   |  |                            |                                   |  |  |  |  |  |  |  |                           |
| Christian 3. |                                   |  |                            |                                   |  |  |  |  |  |  |  |                           |
|              |                                   |  |                            |                                   |  |  |  |  |  |  |  |                           |
|              |                                   |  | Frederik 1. af Brandenburg |                                   |  |  |  |  |  |  |  |                           |
|              |                                   |  |                            |                                   |  |  |  |  |  |  |  |                           |
|              | Albrecht 3. af Brandenburg        |  |                            |                                   |  |  |  |  |  |  |  |                           |
|              |                                   |  |                            |                                   |  |  |  |  |  |  |  |                           |
|              |                                   |  |                            | Elisabeth af Bayern-München       |  |  |  |  |  |  |  |                           |
|              |                                   |  |                            |                                   |  |  |  |  |  |  |  |                           |
|              | Johann af Brandenburg             |  |                            |                                   |  |  |  |  |  |  |  |                           |
|              |                                   |  |                            |                                   |  |  |  |  |  |  |  |                           |
|              |                                   |  |                            | Jakob 1. af Baden                 |  |  |  |  |  |  |  |                           |
|              |                                   |  |                            |                                   |  |  |  |  |  |  |  |                           |
|              | Margrete af Baden                 |  |                            |                                   |  |  |  |  |  |  |  |                           |
|              |                                   |  |                            |                                   |  |  |  |  |  |  |  |                           |
|              |                                   |  |                            | Katarina af Lothringen            |  |  |  |  |  |  |  |                           |
|              |                                   |  |                            |                                   |  |  |  |  |  |  |  |                           |
|              | Anna af Brandenburg               |  |                            |                                   |  |  |  |  |  |  |  |                           |
|              |                                   |  |                            |                                   |  |  |  |  |  |  |  |                           |
|              |                                   |  |                            | Frederik 1. af Sachsen            |  |  |  |  |  |  |  |                           |
|              |                                   |  |                            |                                   |  |  |  |  |  |  |  |                           |
|              | Vilhelm 3. af Sachsen             |  |                            |                                   |  |  |  |  |  |  |  |                           |
|              |                                   |  |                            |                                   |  |  |  |  |  |  |  |                           |
|              |                                   |  |                            | Katarina af Braunschweig-Lüneburg |  |  |  |  |  |  |  |                           |
|              |                                   |  |                            |                                   |  |  |  |  |  |  |  |                           |
|              | Margrete af Sachsen               |  |                            |                                   |  |  |  |  |  |  |  |                           |
|              |                                   |  |                            |                                   |  |  |  |  |  |  |  |                           |
|              |                                   |  |                            | Albrecht 2. af Tyskland           |  |  |  |  |  |  |  |                           |
|              |                                   |  |                            |                                   |  |  |  |  |  |  |  |                           |
|              | Anna af Østrig                    |  |                            |                                   |  |  |  |  |  |  |  |                           |
|              |                                   |  |                            |                                   |  |  |  |  |  |  |  |                           |
|              |                                   |  |                            | Elisabeth af Luxembourg           |  |  |  |  |  |  |  |                           |
|              |                                   |  |                            |                                   |  |  |  |  |  |  |  |                           |